# 戸邉直人
戸邉 直人（とべ なおと、1992年3月31日 - ）は、日本の陸上競技選手。男子走高跳日本記録保持者（2m35）。千葉県野田市出身。学位は「博士（コーチング学）（筑波大学）」。身長194センチメートル。

## 略歴
野田市立第二中学校出身。第33回全日本中学校陸上競技選手権大会に中学3年で出場。1m94で優勝した。中学卒業後、専修大学松戸高等学校に進学。高校3年次にインターハイ出場、2m18で優勝。インターハイから約2ヶ月後に行われたトキめき新潟国体では高校新記録となる2m23で優勝し、高校2冠となった。大学は筑波大学に進学。大学2年次に第94回日本陸上競技選手権大会で5位入賞、第19回アジア陸上代表となる。3年次は第95回日本陸上競技選手権大会において2m22で初優勝する。アジア大会では、初出場ながら2m21で5位入賞を果たす。大学卒業後、千葉陸協を経てつくばツインピークスに所属。2015年の第99回日本陸上競技選手権大会で自身2度目の優勝を果たし、2015年世界陸上競技選手権大会代表に選ばれた。近年日本代表から遠ざかっていたが、第102回日本陸上競技選手権大会において2位に入賞し、第18回アジア大会出場を決めた。2018年7月11日、欧州遠征中に出場したイタリアの試合で日本歴代2位タイとなる2m32を記録した。
2018年8月27日、インドネシア・ジャカルタで行われた第18回アジア大会において自身初の銅メダルを獲得した。
2019年2月2日、ドイツ・カールスルーエで行われたIAAFインドアミーティングにおいて2m35を記録して優勝、13年ぶりに日本記録を更新した。また室内日本記録も13年ぶりの更新となった。
2019年、日本航空に入社。6月に行われた第103回日本陸上競技選手権大会では2m27で優勝し、2019年世界陸上競技選手権大会代表に選ばれた。
2019年3月25日　筑波大学から博士（コーチング学）博甲第 9157号を取得。
日本選手権はこれまでに2011年、2015年、2019年、2021年の4度優勝を飾っている。
2020年東京オリンピック陸上男子走り高跳びでは日本勢として49年ぶりに決勝に進出したが、決勝では2m24で13位に終わった。
2022年1月11日、新宮美歩と結婚。2023年7月、2025年世界陸上競技選手権大会理事就任。

## 年次ベスト
記録は日本陸上競技連盟公式サイトに基づく。
- 2006年 1m97cm　中学3年
- 2007年 2m08cm　高校1年
- 2008年 2m16cm　高校2年
- 2009年 2m23cm　高校3年 = 高校記録
- 2010年 2m24cm　大学1年
- 2011年 2m22cm　大学2年
- 2012年 2m22cm　大学3年
- 2013年 2m28cm　大学4年
- 2014年 2m31cm
- 2015年 2m29cm
- 2016年 2m25cm
- 2017年 2m26cm
- 2018年 2m32cm　日本歴代2位タイ
- 2019年 2m35cm　日本記録、室内
- 2020年 2m31cm　室内
- 2021年 2m30cm
- 2022年 2m24cm

## 主な戦績
日本陸上競技連盟公式サイトに基づく。

### 国内での成績
- 2006年 第33回全日本中学校陸上競技選手権大会 優勝 1m94
- 2009年 平成21年度全国高等学校総合体育大会 優勝 2m18
- 2009年 第64回国民体育大会 優勝 2m23
- 2010年 日本ジュニア・ユース陸上競技選手権大会 優勝 2m24
- 2011年 第95回日本陸上競技選手権大会 優勝 2m22
- 2013年 第97回日本陸上競技選手権大会 2位 2m20
- 2014年 第98回日本陸上競技選手権大会 3位 2m20
- 2015年 第99回日本陸上競技選手権大会 優勝 2m26
- 2017年 第101回日本陸上競技選手権大会 3位 2m20
- 2017年 第72回国民体育大会 2位 2m19
- 2018年 第102回日本陸上競技選手権大会 2位 2m20
- 2019年 第103回日本陸上競技選手権大会 優勝 2m27
- 2021年 第105回日本陸上競技選手権大会 優勝 2m30

### 国際大会での主な成績
- 2009年 第5回東アジア競技大会 4位 2m14
- 2010年 第13回世界ジュニア陸上競技選手権大会 3位 2m21
- 2011年 第19回アジア陸上競技選手権大会 5位 2m21
- 2011年 第26回夏季ユニバーシアード 予選B組12位 2m00
- 2013年 第27回夏季ユニバーシアード 9位 2m20
- 2014年 セイコーゴールデングランプリ2014東京 3位 2m31
- 2014年 第17回アジア競技大会 5位 2m25
- 2015年 セイコーゴールデングランプリ2015川崎 5位 2m20
- 2015年 第15回世界陸上競技選手権大会 予選A組15位 2m26
- 2017年 セイコーゴールデングランプリ2017川崎 4位 2m25
- 2018年 セイコーゴールデングランプリ2018大阪 優勝 2m30
- 2018年 第18回アジア競技大会 3位 2m24
- 2019年 IAAFインドアミーティング/カールスルーエ（英語版） 優勝 2m35
- 2020年 セイコーゴールデングランプリ2020東京 3位 2m24
- 2021年 READY STEADY TOKYO―陸上競技 優勝 2m30
- 2021年 東京2020オリンピック 13位 2m24
- 2022年 第18回世界室内陸上競技選手権大会 12位